# 니콜라우스 에스테르하지

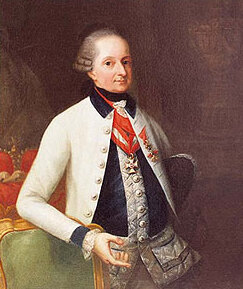
니콜라우스 에스테르하지

니콜라우스 요제프 에스테르하지(독일어: Nikolaus I. Joseph Esterházy de Galantha, 헝가리어: Eszterházy Miklós, 1714년 12월 18일 ~ 1790년 9월 28일)는 헝가리의 명문 에스테르하지 가문 출신의 귀족으로 오스트리아의 원수를 지냈다. 1762년 형 안톤이 후사 없이 세상을 떠나면서 그의 작위와 영지를 물려받은 니콜라우스는 일가의 여름 별궁으로 에스테르하자를 건축했다. 그는 안톤과 마찬가지로 음악 애호가였으며 안톤이 죽기 1년 전에 에스테르하지 가의 관현악단 부악장으로 취임한 요제프 하이든은 이후로 약 30년간 니콜라우스의 궁정악장으로 근무했다.

## 참고 문헌
- 금난새, 《금난새의 내가 사랑한 교향곡》, 생각의 나무, 2008, ISBN 978-89-8498-923-8